# Malá vodní elektrárna Hučák
Malá vodní elektrárna Labe (Hučák) se nachází na stejnojmenném jezu Hučák na řece Labi v Hradci Králové. Byla budována od roku 1909 a do provozu uvedena v roce 1912. Původně byla vybavena třemi trojstupňovými Francisovými turbínami o celkovém udávaném výkonu 618 kW, které byly z důvodu provozních nedostatků v roce 1925 vyměněny za tři jednostupňové rychloběžné Francisovy turbíny, každou o výkonu 270 kW, jež vyrobila Elektrotechnická akciová společnost, dříve Kolben a spol. Praha. Tyto turbíny jsou společně s původními elektrickými generátory a dalším vybavením stále v provozu. Budova elektrárny vybudovaná v secesním stylu podle návrhu architekta Františka Sandera tvoří spolu s jezem významný architektonický objekt.
Elektrárna je ve vlastnictví společnosti ČEZ Obnovitelné zdroje a v budově je otevřeno Informační centrum Obnovitelné zdroje. Část technologie pro přenos VN (1x TR 1000kVA) byla dodána společností Power-Energo,s.r.o. 

## Charakteristiky
V současné době jsou ve společném objektu elektrárny tři rozvodny vysokého napětí, transformátory a provozní dílna. Rozvodna 35 kV je klasického kobkového uspořádání, novou rozvodnu 10/5 kV tvoří 27 skříní SR 12. Skříňová rozvodna 5 kV slouží pro vyvedení výkonu z generátorů elektrárny. Z rozvodny 10 kV je napájeno 28 transformačních stanic, které zásobují elektrickou energií střed města. Turbíny jsou konstruovány pro spád 3,5 m, průtok 10 m³/s, výkon 270 kW a otáčky 125 ot./min.

## Historie

### Plánování stavby
Regulační projekt předpokládal zrušení starého jezu Hučák, kde stála vodárna. Zrušení jezu a staré vodárny umožnilo výstavbu nové vodárny s elektrickým pohonem i stavbu elektrárny. Stavbu elektrárny na Labi zadalo zastupitelstvo města 12. května 1908. Projekt stavby vodního díla vypracoval ředitel Elektrických podniků pražských prof. ing. Karel Novák. Autor projektu již předem upozornil na to, že vodní elektrárna na toku s tak proměnným průtokem, jaký má Labe (3,5 m³/s – 360 m³/s), se neobejde bez parní rezervy ke krytí spotřeby v období abnormálně velkých vod nebo naopak průtokových minim. Aby mohl být zbořen starý jez, bylo třeba ihned zahájit výstavbu parní elektrárny a elektricky poháněné vodárny.

### Vlastní stavba
Betonování základů bylo zahájeno na jaře roku 1909, ještě tentýž rok proběhla montáž strojní technologie, pokládání kabelů a byla zahájena stavba trafostanice. Parní elektrárna byla vybavena dvěma kotli o výhřevné ploše 200 m² a přetlaku 11,5 atmosféry. Dva parní stroje, každý o výkonu 400 koňských sil, byly napojeny na Křižíkovy generátory o výkonu 300 kVA při napětí 3 × 5000 V třífázového proudu. Firma Křižík dodala i 14 transformátorů o celkovém výkonu asi 500 kVA a 12 kilometrů kabelového vedení.
Vodní elektrárna – nazývaná dnes jako secesní unikát na Labi – vyrůstala na levém břehu řeky na 157. říčním kilometru. Architektonicky skvěle zvládnutá stavba vznikala v období, kdy charakteristickou tvář Hradce Králové začali utvářet architekti takového věhlasu, jakým byl například Jan Kotěra.
Secesní charakter stavby, který navrhl prof. arch. František Sander, byl později doplněn časnou modernou, v jejímž stylu byly řešeny provozní budovy. Stavbu betonového mostu se segmentovým jezem v roce 1911 provedl Ing. František Jirásek ve spolupráci s prof. arch. Sanderem. Dnes objekt elektrárny slouží jako příklad architektonického zvládnutí technického díla v období před první světovou válkou.

### Uvedení do provozu
Napojení elektrárny na městské transformační stanice a kabelové sítě se uskutečnilo 12. února 1910 po 14. hodině odpoledne. Tentýž den večer se zkušebně rozsvítily Křižíkovy obloukové lampy na Velkém náměstí. První etapu výstavby ukončilo uvedení do provozu nové vodárny, k němuž došlo počátkem roku 1910. Hydrocentrála vybavená třemi Francisovými třístupňovými turbínami s vertikální hřídelí byla dokončena v roce 1911. Po dokončení stavby jezového zařízení proběhly koncem roku zkoušky vodních turbín, které začaly do sítě trvale dodávat elektrickou energii od konce ledna roku 1912. V roce 1912 pokročila i regulace a stavba jezu na Orlici. Při úvahách o stavbě orlické elektrárny bylo z důvodu stále rostoucí spotřeby elektrické energie současně rozhodnuto rozšířit labskou elektrárnu o jednu parní turbínu o výkonu 1500 koňských sil. Zařízení na labské elektrárně v roce 1915 zahrnovalo tři Francisovy turbíny s výkonem každé 300 koňských sil, dva rychloběžné stojaté parní stroje po 400 k a parní turbínu o výkonu 1500–1800 k. V elektrárně na Orlici pracovaly dvě turbíny po 300 k. Elektrická energie z těchto zařízení představovala třífázový střídavý proud o napětí 5000 V. Tím Hradec Králové předčil i Prahu, která v té době disponovala již nedostatečným napětím 3000 V. Během roku 1920 byla dostavěna i třetí městská elektrárna na Slezském Předměstí vybavená jednou turbínou o výkonu 190 kVA a dvěma turbínami o výkonu 150 kVA.

### První rekonstrukce
Období největší slávy elektrárny předcházela rozsáhlá rekonstrukce. Své poslání plnila labská elektrárna věrně až do počátku 20. let, kdy bylo rozhodnuto o jejích úpravách. Důvodem byly velké ztráty a nedosahování plánovaných parametrů provozu vodních turbín, nevhodně řešený vtok z řečiště i výtok z turbíny a několik dalších konstrukčních nedostatků.
Změn doznala vlastní Francisova turbína, závěsné ložisko, předloha budiče a regulátoru, sací roura i starý regulátor otáček. Velmi dobré výsledky rekonstrukce tohoto soustrojí vedly k obdobné rekonstrukci i všech ostatních soustrojí. Jejich využití se po rekonstrukci zvýšilo ze 67 % až na 82,2 %. V této podobě pracují všechna soustrojí dodnes. V následujících letech byla labská elektrárna včleněna do okružní sítě projektované v rámci soustavné elektrifikace ze Spálova přes Poříčí, Les Království, Hradec Králové, Pardubice, Přelouč, Kolín, Poděbrady, Nymburk, Dražice, Mladou Boleslav a Turnov zpět do Spálova.

### Národní podnik
Po znárodnění v roce 1945 byla elektrárna Labe k 1. lednu 1946 začleněna do majetku národního podniku VČE.
Posledních 438 kWh elektřiny dodala parní trakce 5. ledna 1946. Do roku 1956 pak podnik parní stoje a kotle demontoval. V průběhu dalších let následovaly stavební úpravy elektrárny, rekonstrukce zařízení, modernizace, aj. To vše doprovázela průběžná reorganizace energetického resortu.
Obsluha vodní elektrárny Labe zajišťovala do roku 1995 i provoz a manipulace na vodní elektrárně na Orlici, která pracovala bez trvalé obsluhy. Na počátku 90. let zažila elektrárna i přilehlý most ukázkovou rekonstrukci. Chátrající stav obou objektů si vynutil odstranění původní omítky a historicky cenné výzdoby z počátku 20. století. Veškerá výzdoba včetně struktury povrchů, ornamentů a barevnosti byla zdokumentována a obnovena.

### Druhá rekonstrukce
Stejně se postupovalo i při opravě mostu včetně instalace replik osvětlení zhotovených podle původní projektové dokumentace a umístěných na ozdobných kamenných sloupech nad pilíři. Citlivá rekonstrukce elektrárny i mostu se uskutečnila pod odborným dohledem pracovníků památkové péče. Současné slavnostní osvětlení bylo uvedeno do provozu v roce 1996. Je dílem společností Východočeská energetika, EdF France a její dceřiné společnosti Citelum. Několik vojenských světlometů osvětlovalo elektrárnu již mezi světovými válkami. Současné světelné efekty vytváří 139 svítidel, jejichž upevňovací prvky, konzoly a spojovací materiál jsou vyrobeny z mosazi či mědi tak, aby odolávaly povětrnostním vlivům. Labská elektrárna je chráněnou kulturní památkou a spolu s mostními objekty tvoří významnou součást městské památkové zóny.